# 피와군

비엘코폴스카주 지도에 표시된 피와군의 위치

피와군(폴란드어: powiat pilski)은 폴란드 비엘코폴스카주에 위치한 군으로 군청 소재지는 피와이며 면적은 1,267.1km2, 인구는 137,099명(2006년 기준), 인구 밀도는 110명/km2이다.
북쪽으로는 즈워투프군, 동쪽으로는 쿠야비포모제주 셍풀노군, 나크워군, 남동쪽으로는 봉그로비에츠군, 남쪽으로는 호지에시군, 차른쿠프트슈치안카군, 북서쪽으로는 서포모제주 바우치군과 접한다. 9개 지방 자치체(1개 도시, 4개 도시형 농촌, 4개 농촌)를 관할한다.

군기
군 문장